# Ебенізер Кобб Морлі
Ебені́зер Кобб Мо́рлі (англ. Ebenezer Cobb Morley, 16 серпня 1831, Кінгстон-апон-Галл — 20 листопада 1924, Бернс, нині район Лондона) — англійський спортсмен та спортивний діяч, вважається засновником Футбольної асоціації Англії та «батьком» сучасного футболу в цілому.
Морлі народився за адресою 10 Garden Square, Princess Street у місті Кінгстон-апон-Галл та прожив у рідному місті до 22-річного віку. 1858 року він переїхав до лондонського передмістя Бернс (нині в межах Лондона у боро Річмонд-на-Темзі), а в 1862 році він заснував футбольний клуб «Бернс», який проводив матчі в сусідньому Мортлейку. У 1863 році як капітан цього клубу він написав листа до спортивного тижневика  Bell's Life з пропозицією створити керівний орган футболу Англії. Наслідком звернення Морлі стало зібрання у лондонській Масонській таверні 26 жовтня 1863, на якому було засновано Футбольну асоціацію Англії. Клуб «Бернс», який представляв Морлі, став одним із засновників асоціації.
Морлі був першим секретарем (1863—1866) та другим президентом (1867—1874) Футбольної асоціації Англії. Він підготував проект перших правил гри у футбол у себе вдома в Бернсі. Будинок, у якому він тоді жив (26 по вулиці The Terrace) мав меморіальну дошку на честь Морлі, але був зруйнований у листопаді 2015 року внаслідок будівельних робіт.
Як гравець Морлі зіграв у першому в історії матчі під егідою Футбольної асоціації Англії — проти клубу «Ричмонд» в 1863, а також забив у першому представницькому матчі в історії футболу — між збірною Лондона та командою Шеффілда 31 березня 1866 року.
За фахом Ебенізер Кобб Морлі був соліситором. Він був членом Ради графства Суррей від Бернса (1903—1919), а також мировим суддею. Окрім цього, він захоплювався веслуванням та заснував регату між Бернсом і Мортлейком, де також був секретарем (1862—1880).
Морлі помер 20 листопада 1924 від пневмонії. Він похований на нині закинутому Бернському кладовищі. Дітей не мав.

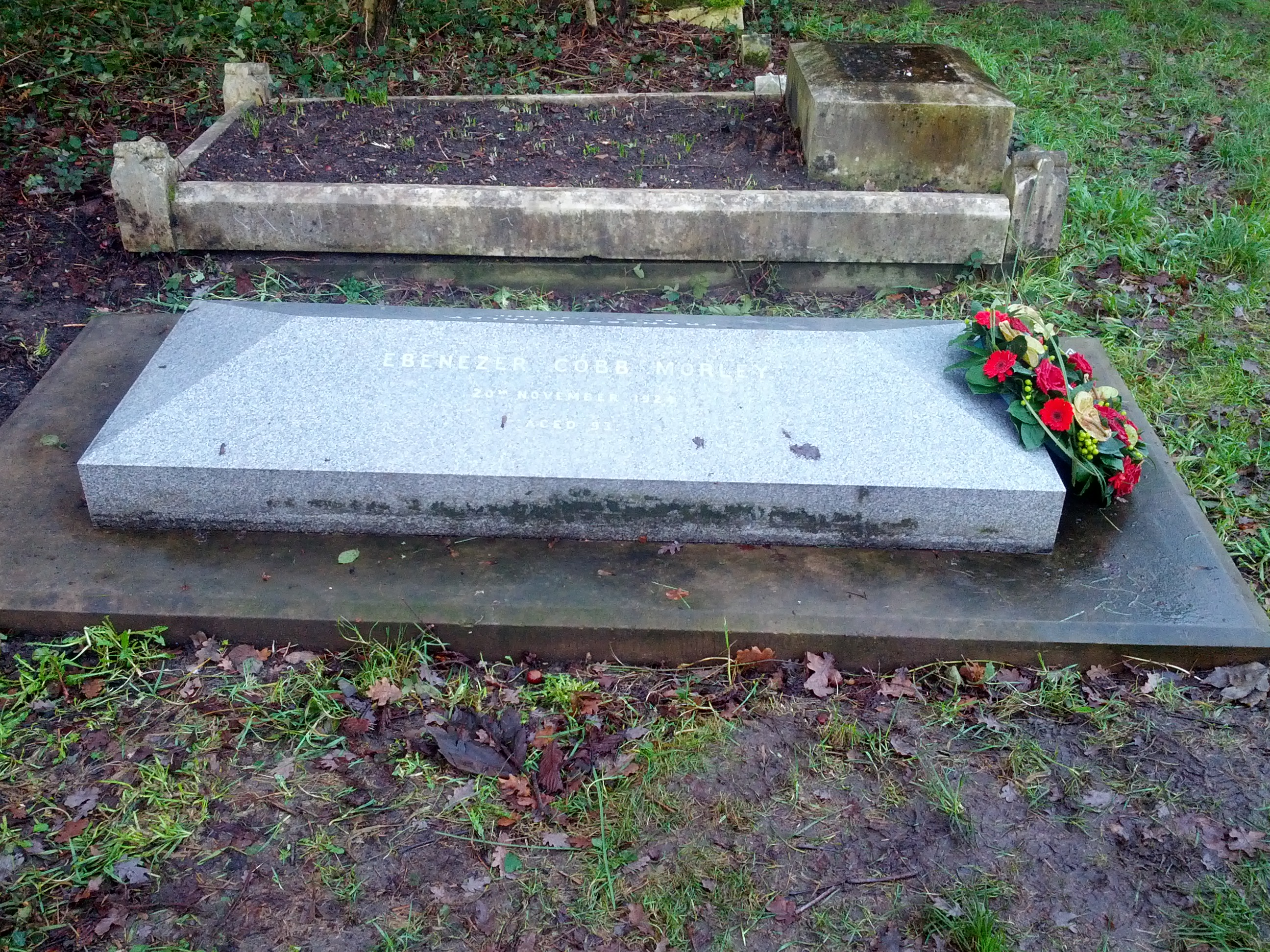
Могила Ебенізера Кобба Морлі на Бернському кладовищі з квітами до 150-річчя Футбольної асоціації Англії.